# Великомитницька сільська рада
| Великомитницька сільська рада — колишній орган місцевого самоврядування у Хмільницькому районі Вінницької області з адміністративним центром у с. Великий Митник. Сільській раді були підпорядковані населені пункти: - с. Великий Митник - с. Будків - с. Кушелівка - с. Малий Митник - с. Філіопіль |

## Склад ради
Рада складалася з 20 депутатів та голови.

## Керівний склад сільської ради
| ПІБ                   | Основні відомості                                                                  | Дата обрання | Дата звільнення |
| --------------------- | ---------------------------------------------------------------------------------- | ------------ | --------------- |
| Лоїк Іван Олексійович | Сільський голова, 1955 року народження, освіта, член Соціалістичної партії України | 26.03.2006   | 31.10.2010      |
| Лоїк Іван Олексійович | Сільський голова, 1955 року народження, освіта вища, безпартійний                  | 31.10.2010   |                 |

Примітка: таблиця складена за даними джерела